# New York Islanders
New York Islanders (cunoscută sub numele colocvial de Isles) este o echipă profesionistă americană de hochei pe gheață cu sediul în Elmont, New York. concurează în Divizia Metropolitană a Conferinței de Est din NHL și își joacă meciurile de pe teren propriu la UBS Arena. Islanders este una dintre cele trei francize NHL din zona metropolitană New York, alături de New Jersey Devils și New York Rangers, iar baza lor de fani locuiește în principal în Long Island.
Echipa a fost înființată în 1972, ca parte a manevrelor NHL de a ține o echipă din liga rivală World Hockey Association (WHA) în afara noului Nassau Veterans Memorial Coliseum, construit în suburbia Uniondale, New York. După doi ani de la apariția echipei, aceasta și-a găsit succesul aproape instantaneu, asigurându-și de 14 ori consecutiv un loc în playoff. Islanders a câștigat de patru ori consecutiv Cupei Stanley între 1980 și 1983, fiind a șaptea dintre cele opt dinastii recunoscute de NHL în istoria sa. Cele 19 victorii consecutive în seriile de playoff între 1980 și 1984 reprezintă o performanță care rămâne de neegalat în istoria sportului profesionist. Este ultima echipă din orice sport profesionist major din America de Nord care a câștigat patru campionate consecutive și, până în prezent, ultima echipă din NHL care a câștigat mai mult de două titluri consecutive ale Cupei Stanley.
După epoca dinastiei echipei, franciza s-a confruntat cu probleme legate de bani, proprietate și management, o arenă îmbătrânită și o prezență scăzută. Neajunsurile lor s-au reflectat pe gheață, deoarece echipa nu a mai câștigat un titlu de divizie din 1987-88 și a petrecut 22 de sezoane fără să câștige o serie de playoff înainte de playoff-ul din 2016. După ani de încercări eșuate de a reconstrui sau înlocui Nassau Coliseum din suburbia Long Island, Islanders s-a mutat la Barclays Center din Brooklyn după sezonul 2014-15. În sezoanele 2018-19 și 2019-20, Islanders și-a împărțit meciurile de acasă între Barclays Center și Nassau Coliseum. În sezonul 2020-21, Islanders și-a jucat toate meciurile de acasă la Nassau Coliseum. Noua lor arenă de lângă Belmont Park a fost inaugurată în 2021.